# Corps de Landwehr
Le corps de Landwehr est une grande unité de l'armée prussienne pendant la Première Guerre mondiale. Le corps de la Landwehr est  formé au début de la Première Guerre mondiale à partir d'unités de Landwehr de Silésie et de Posnanie et est initialement subordonné au 8e haut commandement de l'armée sur le front de l'Est.

## Composition

### Formation en 1914
- 3e division de Landwehr

17e brigade de Landwehr
6e régiment d'infanterie de Landwehr
7e régiment d'infanterie de Landwehr
18e brigade de Landwehr
37e régiment d'infanterie de Landwehr
46e régiment d'infanterie de Landwehr
17e brigade de remplacement
17e bataillon de remplacement de la brigade
18e bataillon de remplacement de la brigade
19e bataillon de remplacement de la brigade
20e bataillon de remplacement de la brigade
77e bataillon de remplacement de la brigade
1er régiment de cavalerie de Landwehr
Régiment d'artillerie de campagne composé des 20e et 41e bataillons de remplacement, chacun avec deux batteries
- 4e division de Landwehr (de)

22e brigade de Landwehr
11e régiment d'infanterie de Landwehr
51e régiment d'infanterie de Landwehr
23e brigade de la Landwehr
22e régiment d'infanterie de Landwehr
23e régiment d'infanterie de Landwehr
21e brigade de remplacement
21e bataillon de remplacement de la brigade
22e bataillon de remplacement de la brigade
23e bataillon de remplacement de la brigade
24e bataillon de remplacement de la brigade
78e bataillon de remplacement de la brigade
2e régiment de cavalerie de Landwehr
Régiment de cavalerie de réserve
Régiment d'artillerie de campagne composé des 6e et 57e bataillons de remplacement, chacun avec deux batteries
Artillerie à pied (de) --- absente
Aviation --- un avion de la forteresse de Posen
Génie --- 2e compagnie de remplacement du 5e bataillon du génie silésien
2e compagnie de remplacement du 6e bataillon du génie silésien

## Histoire

### Première Guerre mondiale

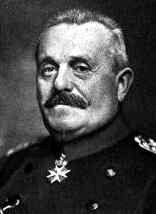
Remus von Woyrsch

Au début de la guerre, le général d'infanterie von Woyrsch est nommé général commandant du corps, et le lieutenant-colonel Heye est chef d'état-major général, les 3e et 4e divisions de Landwehr sont placées sous les ordres des lieutenants-généraux König et Wegerer. Le corps a pour ordre d'empêcher l'invasion imminente des formations russes dans le bassin houiller de Haute-Silésie. Au début de la guerre, le corps n'est équipé que de mitrailleuses et ne dispose pas d'une seule cuisine de campagne. Les formations sanitaires sont presque absentes. L'artillerie de campagne, également peu nombreuse, n'est équipée que du matériel téléphonique de première nécessité.
Le 15 août 1914, le corps de Landwehr part de la ligne Czestochowa-Kalisz à l'est. Sur la rive occidentale de la Vistule, le groupe d'armée impérial et royal Kummer couvre à Sandomierz l'avancée souhaitée de la 1re armée austro-hongroise sur Lublin. Le 16 août, le général de cavalerie Kummer von Falkenfeld atteint la ligne Nowe Brzesko-Miechów et établit la liaison avec le corps de Landwehr de Silésie, qui atteint maintenant la ligne Przedborz-Piortkow. Le 3 septembre 1914, le corps traverse la Vistule à Jozefow et passe brièvement à la 1re armée impériale et royale sous les ordres de Dankls. La 4e division de Landwehr mène de durs combats dans l'avant-terrain sud de Lublin à Tarnawka (du 7 au 9 septembre) et couvre la retraite des Autrichiens vers le sud via Krasnik. Elle passe ensuite à nouveau sur la rive ouest de la Vistule à Zawichost et revient sur Sandomierz.
Lors de la bataille de la Vistule le corps d'armée progresse de nouveau vers la Vistule au sein de la 9e armée nouvellement amenée. Le 1er corps impérial et royal sous le commandement du général Karl von Kirchbach s'est rassemblé au sud de Pintschow sur la Nida et a avancé jusqu'à Klimontov le 4 octobre. Dès le 17 octobre, le commandement allemand se rend compte que la poursuite de l'attaque aurait conduit à la défaite et le colonel général Hindenburg ordonne le repli vers la frontière silésienne. Entre le 21 et le 28 octobre, le corps de Landwehr mène des combats de repli sur la Pilica et Rawka, puis s'installe au nord de Czestochowa pour se défendre. À l'aile droite, le corps de réserve de la Garde (Gallwitz), avec la division Bredow et la 1re division de réserve de la Garde, maintient la liaison avec les Autrichiens. Le 4 décembre 1914, le général von König prend la tête du corps de Landwehr, le général von Woyrsch ayant repris depuis début novembre la division d'armée qui porte son nom.
Au printemps 1915, le corps d'armée progresse au-delà de la frontière nationale vers Lososina et Czarna, puis vers l'Iłżanka (de). Le 17 juillet 1915, les troupes participent à la bataille de Sienno, qui conduit à la percée d'Ivangorod et à l'imposition du passage de la Vistule à Maciejowice. Après avoir sécurisé la tête de pont et repoussé diverses contre-attaques, le corps d'armée progresse via Bialowies, le Serwetsch jusqu'au Tschara. Là, en septembre 1915, le Corps passe à la guerre de tranchées des deux côtés de Baranavitchy. Pendant l'offensive russe Broussilov, le corps de Landwehr réussit à maintenir son secteur de front contre les tentatives de percée russes. Dès le 13 juin 1916, la 4e division de Landwehr sous les ordres du lieutenant-général von Brietzke (de) réussit à repousser les attaques du corps de grenadiers de la 4e armée russe à Stolovitchi. Le 2 juillet, la bataille de Baranavitchy commence, l'attaque principale russe touche les positions de la 3e division de Landwehr dans le secteur Darowo-Labusy. Le 3 juillet, le 12e corps d'armée impérial et royal (général d'infanterie von Henriquez), situé plus au nord, est violemment attaqué à Gorodichtche, les positions entre la Wygoda et Skrbowa sont perdues. La contre-attaque de la 5e division de réserve permet de maîtriser la situation critique le 4 juillet. Le 5 juillet, le corps d'armée de campagne peut également considérer la situation comme rétablie après la récupération de la hauteur perdue de Darowo. Le 7 juillet, la 4e division de Landwehr, attaquée à Kraschin-Odochovschina, repousse les tentatives de percée ennemies. Entre le 25 et le 29 juillet 1916, le général Ragosa renouvelle ses attaques, qui sont à nouveau repoussées par la 3e division de Landwehr.
Le 29 janvier 1918, le commandement général du 40e corps de réserve prend le commandement de la section Slonim. La paix de Brest-Litovsk annule la disposition de mobilisation le 5 mars 1918 et le corps est utilisé pour sécuriser les territoires occupés en Ukraine. Après la fin de la guerre, l'unité de Landwehr réduite resta en Lituanie et en Biélorussie jusqu'au début de mars 1919 puis rentre dans son pays. En août 1919, la démobilisation et la dissolution y ont lieu.

### Calendrier des batailles

#### 1914
- 24 août --- Bataille de Nowe Miasto
- 27 août --- Bataille de Gielniow
- 1er septembre --- Bataille de Kazanov
- 4 septembre --- Bataille de Lipsko et Lipa Niklas
- 5 au 7 septembre --- Batailles de Jozesow, Pawlowska, Wola et Godów
- du 7 au 9 septembre --- Bataille de Tarnawka
- du 6 au 12 septembre --- Action d'arrière-garde via Zawichost sur Sandomierz
  - 10 septembre --- Action d'arrière-garde de Kzienzomierz
  - du 11 au 12 septembre --- Action d'arrière-garde de Janow
- du 17 au 18 septembre --- Action d'arrière-garde à Wola Raniszowska
- 4 au 5 octobre --- Bataille d'Opatów
- du 9 au 20 octobre --- Bataille d'Ivangorod
  - du 10 au 11 octobre ---Bataille de Kazimierz et de Nowa Alexandrija
- du 21 au 28 octobre --- Batailles sur la Ravka
- 29 octobre --- Bataille de Tomaszów
- du 4 novembre au 15 décembre --- Batailles de Czestochowa
- 17 décembre --- Batailles de Dankow Duzy, Koniecpol et Lelow
- 18 décembre --- Batailles de Krasocin et Malogoszcz
- à partir de 19 décembre --- Batailles sur la Lososina et la Czarna

#### 1915
- jusqu'à 12 mai --- Batailles sur la Lososina et la Czarna
- 12 mai --- Bataille de Kielce
- 13 mai --- Batailles à Kajetanov, Tumlin et Kuzniaki
- 14 mai --- Bataille de Suchedniow
- 14 mai au 16 juillet --- Batailles dans les hautes terres de Kielce
- 17 juillet --- bataille décisive de Sienno
- du 18 au 19 Juillet --- Batailles sur l'Iłżanka (de)
- du 20 au 21 Juillet --- Percée de la performance d'Ivangorod à l'est de Zvolen
- du 22 au 28 juillet --- Batailles de reconnaissance sur la Vistule
- 29 juillet --- Traversée de la Vistule
- 30 juillet au 7 août --- Combats sur la rive est de la Vistule pour Matzjejowicze
- du 8 au 18 août --- Poursuite des combats entre la Vistule et Boug
- du 19 au 24 août --- Bataille de Pulwa (de) et Nurzec
- du 25 au 31 août --- Poursuite des combats sur la Bialowieska Puszcza
- du 1er au 12 septembre --- Batailles sur la Jasiolda et la Zelwianka
- du 13 au 18 septembre --- Bataille de Slonim
- du 19 au 24 septembre --- Batailles sur le haut Shchara-Servech
- à partir de 25 septembre --- Batailles de tranchées sur le haut Shchara-Servech

#### 1916

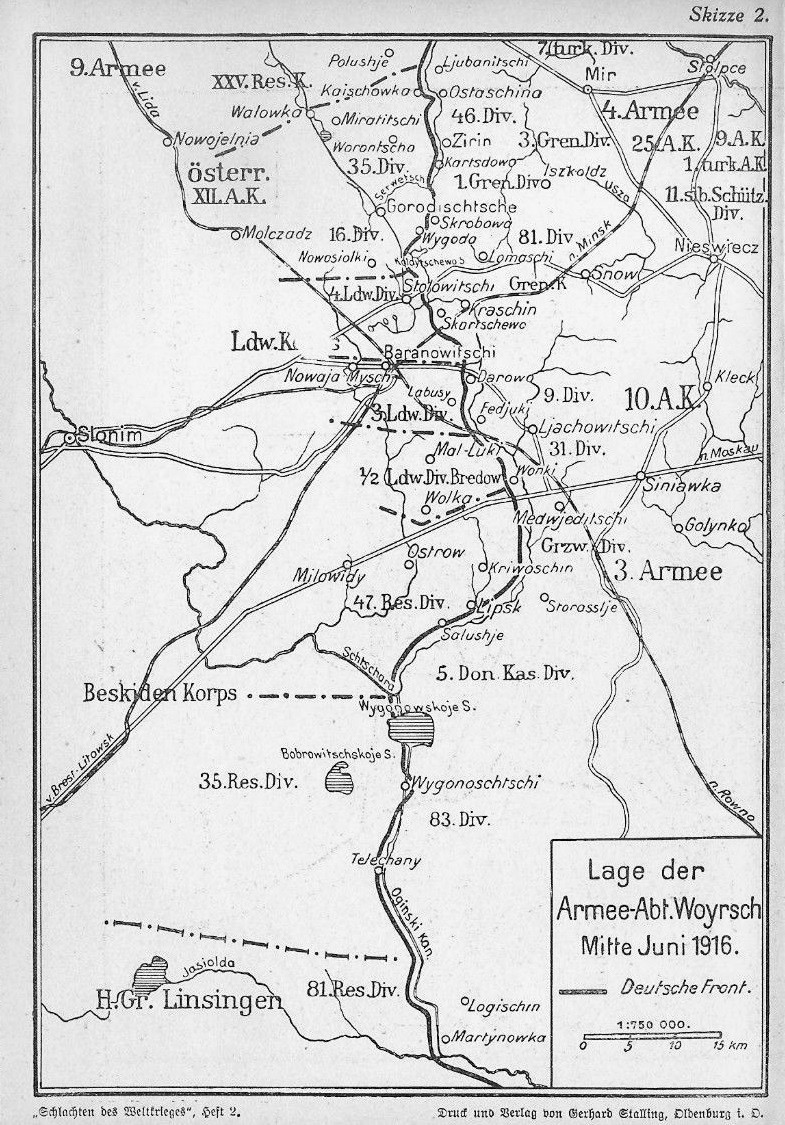
Détachement d'armée Woyrsch à la mi-juin 1916

- Batailles de tranchées sur le Schchara-Servetsch supérieur

#### 1917
- jusqu'à 12 décembre --- Batailles de tranchées sur le haut Shchara-Servech
- du 12 au 17 décembre --- Cessez-le-feu
- à partir de 17 décembre --- Armistice

#### 1918
- jusqu'à 18 février --- Armistice
- 19 février au 3 mars --- Combats en soutien à l'Ukraine
- 4 mars au 3 décembre --- Occupation de la Grande Russie
- à partir de 4 décembre --- Service d'occupation et de sécurité en Lituanie et en Biélorussie

#### 1919
- jusqu'à 11 mars --- Service d'occupation et de sécurité en Lituanie et en Biélorussie

## Général commandant
| Grade                                   | Nom                      | Date                                 |
| --------------------------------------- | ------------------------ | ------------------------------------ |
| General der Infanterie                  | Remus von Woyrsch        | 1er août au 3 décembre 1914          |
| Generalleutnant/ General der Kavallerie | Götz von König           | 4 décembre 1914 au 22 septembre 1916 |
| General der Infanterie                  | Günther von Kirchbach    | 23 septembre 1916 au 21 avril 1917   |
| Generalleutnant/ General der Infanterie | Arthur von Brietzke (de) | 24 avril 1917 au 12 mars 1919        |